# Miconia fulvostellata
Miconia fulvostellata är en tvåhjärtbladig växtart som beskrevs av Louis Otho Otto Williams. Miconia fulvostellata ingår i släktet Miconia och familjen Melastomataceae. Inga underarter finns listade i Catalogue of Life.